# けんびきょう座AU星c
けんびきょう座AU星cとは、地球からけんびきょう座の方向に約9.79パーセク離れた恒星けんびきょう座AU星の周囲を公転している太陽系外惑星である。主星であるけんびきょう座AU星は年齢が2200万年の前主系列星である。

## 発見
公転周期が約8.5日のけんびきょう座AU星bは2020年6月に発見されていた。けんびきょう座AU星cは公転周期が約18.9日のbの外側を公転している惑星で、トランジット法を利用して2020年12月に発見された。TESSによる以前の観測では、b以外の未知の惑星が原因とされるトランジットが観測されていた。

## 特性
| 木星 | けんびきょう座AU星b |
| ---- | ------------------- |
| 木星 | Exoplanet           |

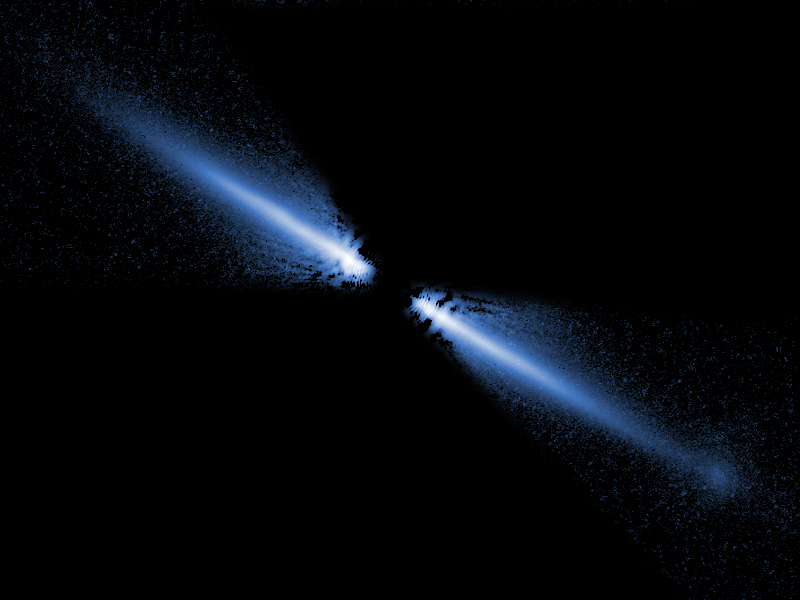
けんびきょう座AU星の周囲の塵円盤

けんびきょう座AU星cは半径が地球の約3.51倍の海王星型惑星である。けんびきょう座AU星の惑星は9:4の軌道共鳴（平均運動共鳴）の関係にあるが、この軌道は安定しており、TTVが生じる可能性がある。けんびきょう座AU星は若い恒星のためこれらの惑星系は初期の惑星系における惑星の大気や原始惑星系円盤の調査をするにあたっての重要な惑星系となることが期待されている。